# ملزونگن
شهر ملزونگن (به آلمانی: Melsungen) در ایالت هسن در کشور آلمان واقع شده‌است.